# Competence Call Center
Competence Call Center (CCC) war ein europäisches Dienstleistungsunternehmen mit Hauptsitz in Berlin. Das Unternehmen beschäftigte über 7.500 Mitarbeiter an 22 Standorten in 11 Ländern und wurde Anfang 2020 offiziell von Telus International übernommen. Der in Wien gegründete Dienstleister betrieb im Auftrag anderer Unternehmen deren Kunden-Hotlines. Die Unternehmensstandorte befanden sich in Aachen, Barcelona, Berlin, Biel/Bienne, Brașov, Bratislava, Bukarest, Danzig, Dortmund, Duisburg, Dresden, Essen (2×), Istanbul, Izmir, Leipzig, Paris, Riga, Sarajevo und Wien.

## Geschichte
1997 wurde das Unternehmen unter dem Namen Thomas Kloibhofer Telekommunikation GmbH mit 15 Mitarbeitern in Wien gegründet. Seit 1. Juli 1998 firmierte das Unternehmen als Competence Call Center GmbH. Dabei entwickelte sich die Mitarbeiterzahl am Gründungsstandort auf über 400. Um auch den deutschen Markt besser abdecken zu können, wurde 2001 in Berlin der erste deutsche Standort eröffnet. Dem folgten Leipzig (2007), Berlin II (2010), Dresden (2011), Essen (2013), Dortmund (2015), Duisburg (2017) und Aachen (2018).
Weiter expandierte das Unternehmen auch international. Die neuen Standorte in Bratislava (2006), Bukarest (2007), Istanbul (2008), Paris (2011), Essen (2013),  Danzig (2014), Brasov (2014), Izmir (2015), Istanbul II (2016), Biel (2016), Duisburg (2017), Barcelona (2018), Riga (2018) und Aachen (2018) folgten.
Um den Expansionskurs des Unternehmens mitzufinanzieren, übernahm im Dezember 2013 der Private-Equity-Investor Silverfleet Capital die Anteilsmehrheit an der CCC Holding vom Vorbesitzer Ardian. CCC-Gründer Thomas Kloibhofer blieb Anteilseigner.
Im Dezember 2017 (vier Jahre nach der Übernahme der Competence Call Center-Gruppe CCC) zog sich das Private-Equity-Unternehmen Silverfleet Capital wieder zurück. Mit dem von der Investmentgesellschaft Ardian gemanagten Fonds Ardian Expansion IV wurde eine Verkaufsvereinbarung geschlossen.
Anfang 2020 wurde Competence Call Center offiziell von Telus International übernommen.

## Dienstleistungen
CCC hat Unternehmen für die Themen Incoming Calls, Outgoing Voice, Chats und E-Mail-Kommunikation, Backoffice und Social Media folgende Inbound-Services angeboten:

### Kundenservice
CCC deckt diesen Bereich mit Produktinformationsgesprächen, Beschwerdemanagement, Vertragsverwaltung, Garantieabwicklung und Mediation ab.

### Technischer Support
Bei technischen Herausforderungen werden Analyse- und Hilfestellung gegeben und gegebenenfalls der Austausch von Geräten angeordnet. Dies erfolgt sowohl im 1st, 2nd, 3rd Level sowie im Self-Help Support.

### Rechnung und Mahnung
Dazu gehört die Abwicklung von Rechnungsvorgängen, inklusive der Erstellung von Account Updates, Zahlungserinnerungen, Mahnungen und Kreditkartenabrechnungen.

### Kundenrückgewinnung
Im Bereich der Kundenrückgewinnung führt das CCC in Absprache mit den Partnern Rückgewinnungskampagnen sowie Churn Management bei abwanderungsgefährdeten Kunden.

### Verkauf und Akquise
Dazu gehören z. B. eingehende Anrufe, die einen Verkaufshintergrund haben oder eine Verkaufshandlung vorbereiten. Auch die Beantwortung von produktspezifischen Fragen gehört dazu. Es werden dabei sowohl Verkäufer als auch Käufer unterstützt. Die Betreuung von Bestellhotlines zählt ebenfalls dazu.

## Partner
Zu den Unternehmen, die entsprechende Dienste von CCC nutzten, zählten unter anderem Payback, eBay, maxdome, Coca-Cola AT, Eurotours, Samsung, Facebook und Nespresso.

## Kritik
Bereits mehrfach geriet das CCC in Bezug auf den Großkunden eBay in die Schlagzeilen. So entließ eBay im Jahr 2009 Mitarbeiter, um die Leistungen anschließend günstiger über das CCC zu beziehen. Die entlassenen eBay-Mitarbeiter wurden anschließend durch das CCC umworben, das einen deutlich niedrigeren Lohn zahlt. Weiterhin wurden dem CCC und eBay von einem ehemaligen Mitarbeiter Datenschutzverstöße vorgeworfen, u. a. da die Callcenter-Mitarbeiter auf sämtliche Kundendaten von eBay zugreifen können, auch auf private Nachrichten der Mitglieder untereinander. eBay entgegnete dem, dass diese Praxis durch die Bundesnetzagentur abgesegnet wurde und in den Datenschutzregeln entsprechend verankert sei. Weiterhin wurde eine mangelhafte Verifizierung von Anrufern bei Kundenanrufen kritisiert und dem CCC eine Behinderung der Arbeit des Betriebsrats vorgeworfen.

## Belege
1. ↑  https://www.yourccc.com/locations/
2. ↑  Janet Lindgens: Callcenter CCC will in Essen weitere 400 Mitarbeiter einstellen. In: Westdeutsche Allgemeine Zeitung. Funke Mediengruppe, 18. Februar 2015, abgerufen am 1. Mai 2025.
3. 1 2  CCC: Neuer Standort in Duisburg eröffnet Mitte August. (callcenterprofi.de [abgerufen am 23. April 2018]).
4. ↑  Competence Call Center eröffnet in Essen. (callcenterprofi.de [abgerufen am 23. April 2018]).
5. ↑  http://karrierenews.diepresse.com/home/karrieretrends/371550/HighPerformer_Erfolgreich-abheben?from=suche.intern.portal
6. ↑  Archivierte Kopie (Memento des Originals vom 3. Dezember 2013 im Internet Archive)  Info: Der Archivlink wurde automatisch eingesetzt und noch nicht geprüft. Bitte prüfe Original- und Archivlink gemäß Anleitung und entferne dann diesen Hinweis.
7. ↑  http://www.juve.de/nachrichten/deals/2013/12/competence-call-center-silverfleet-setzt-bei-zukauf-auf-clifford-und-shearman
8. ↑  Competence Call Center erhält neuen Eigentümer. In: diepresse.com. 21. November 2017, abgerufen am 9. Februar 2024.
9. ↑  http://www.horizont.at/home/news/detail/ccc-ein-nicht-alltaeglicher-eigentuemerwechsel.html
10. ↑  https://www.boerse.de/nachrichten/TELUS-International-kuendigt-Akquisition-von-Competence-Call-Center-an/11057335
11. ↑  http://www.monitor.at/index.cfm/storyid/2613_CCC_-_Oesterreichs_groesstes_Call_Center-Aufbruch_nach_Europa
12. ↑  https://www.payback.net/de/presse/pressemeldungen/detail/ccv-quality-award-fuer-payback-und-competence-call-center/
13. ↑  Facebook eröffnet Löschzentrum in Essen. 9. August 2017, abgerufen am 3. September 2019.
14. ↑  https://callcenter-verband.de/home/news/nespresso-setzt-auf-competence-call-center/@1@2Vorlage:Toter+Link/callcenter-verband.de+(Seite+nicht+mehr+abrufbar,+festgestellt+im+März+2019.+Suche+in+Webarchiven) Datei:Pictogram+voting+info.svg Info:+Der+Link+wurde+automatisch+als+defekt+markiert.+Bitte+prüfe+den+Link+gemäß+Anleitung+und+entferne+dann+diesen+Hinweis.
15. ↑  Achim Sawall: Betriebsrat: eBay entlässt und beschäftigt Leiharbeiter. In: golem.de. 17. Januar 2010, abgerufen am 3. Februar 2024.
16. ↑  Jörg Wirtgen: eBay weist vorgeworfene Datenschutz-Probleme zurück. In: heise.de. 27. Januar 2013, abgerufen am 3. Februar 2024.